# Leslie Grace

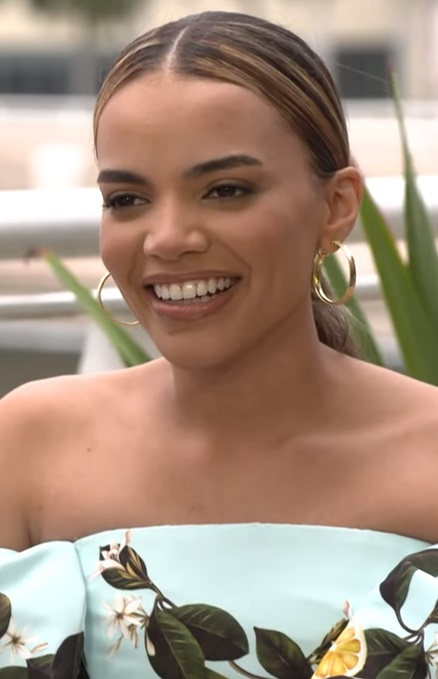
Leslie Grace, 2021

Leslie Grace Martinez (* 7. Januar 1995 in New York City) ist eine US-amerikanische Sängerin, Songwriterin und Filmschauspielerin.

## Leben
Leslie Grace wurde 1995 in der Bronx geboren. Ihre Eltern stammen aus der Dominikanischen Republik, ihr Vater wuchs in Davie in Florida auf. Seit ihrer frühen Kindheit singt und tanzt Grace und nahm während der Mittel- und Oberstufe an Musicals, Talentshows und Choraufführungen teil.

## Musikkarriere
Ihren ersten Plattenvertrag unterzeichnete Grace im Alter von 16 Jahren. Mit ihrer ersten Single-Veröffentlichung, einem zweisprachigen Cover von Will You Still Love Me Tomorrow? von The Shirelles wurde sie die jüngste Latin-Künstlerin / Latina in der Geschichte, die eine Nummer 1 in den Billboard Latin Music Charts erreichte. Der von ihr 2013 in zwei Sprachen gecoverte Song Be My Baby, den sie auf ihrem Album Leslie Grace veröffentlichte, erreichte in den Billboard Hot Latin Songs Platz 8 und in den Tropical Songs Charts Platz 6. Das Debütalbum selbst erreichte Platz 4 der Billboard Latin Albums Charts.
Sie tourte durch die Vereinigten Staaten, Lateinamerika und Europa. Des Weiteren erhielt Grace drei Nominierungen für den Latin Grammy, drei Nominierungen bei den Billboard Latin Music Awards und wurde bei den Lo Nuestro Awards 2016 als beste tropische Künstlerin ausgezeichnet.

## Filmkarriere
Ihr Debüt als Filmschauspielerin gab sie in dem Musicalfilm In the Heights von Jon M. Chu, in dem sie Nina Rosario spielt, die nach einem Jahr an der Stanford University in den titelgebenden Stadtteil zurückkehrt. Im Juli 2021 wurde bekannt, dass sie in dem geplanten DC-Film Batgirl von Adil El Arbi und Bilall Fallah als Titelheldin besetzt wurde. Im August 2022 wurde bekannt gegeben, dass der Film nicht veröffentlicht werden wird, obwohl er weitestgehend fertiggestellt ist. Auch bekleidete sie eine Nebenrolle in dem Familiendrama In The Summers (2024), das in den Hauptwettbewerb des Sundance Film Festival eingeladen wurde.

## Diskografie

### Alben
| Jahr | Titel               | Höchstplatzierung, Gesamtwochen, AuszeichnungChartsChartplatzierungen (Jahr, Titel, Platzierungen, Wochen, Auszeichnungen, Anmerkungen) | Anmerkungen                         |
| Jahr | Titel               | Latin | Anmerkungen                         |
| ---- | ------------------- | --- | ----------------------------------- |
| 2012 | Lloviendo estrellas | Latin38 (1 Wo.)Latin | Erstveröffentlichung: 2012 EP       |
| 2013 | Leslie Grace        | Latin3 (21 Wo.)Latin | Erstveröffentlichung: 25. Juni 2013 |

### Singles
| Jahr | Titel Album                                | Höchstplatzierung, Gesamtwochen, AuszeichnungChartplatzierungen (Jahr, Titel, Album, Platzierungen, Wochen, Auszeichnungen, Anmerkungen) | Höchstplatzierung, Gesamtwochen, AuszeichnungChartplatzierungen (Jahr, Titel, Album, Platzierungen, Wochen, Auszeichnungen, Anmerkungen) | Anmerkungen                                                                                    |
| Jahr | Titel Album                                | Latin | ES | Anmerkungen                                                                                    |
| ---- | ------------------------------------------ | --- | --- | ---------------------------------------------------------------------------------------------- |
| 2012 | Will U Still Love Me Tomorrow Leslie Grace | Latin3 (20 Wo.)Latin | — | Erstveröffentlichung: 2012                                                                     |
| 2013 | Day 1 Leslie Grace                         | Latin21 (13 Wo.)Latin | — | Erstveröffentlichung: 2013                                                                     |
| 2013 | Be My Baby Leslie Grace                    | Latin8 (20 Wo.)Latin | — | Erstveröffentlichung: 2013                                                                     |
| 2016 | Si una vez (If I Once) –                   | Latin22 ×4Vierfachplatin · (17 Wo.)Latin                                                                                                 | — | Erstveröffentlichung: 2. Dezember 2016 Play-N-Skillz feat. Wisin, Frankie J & Leslie Grace     |
| 2017 | Díganle –                                  | Latin36 ×2Doppelplatin · (2 Wo.)Latin | — | Erstveröffentlichung: 29. September 2017 Verkäufe: + 150.000; Becky G, Leslie Grace & CNCO     |
| 2018 | Duro y Suave –                             | Latin— ×4VierfachplatinLatin | ES7 ×3Dreifachplatin · (40 Wo.)ES | Erstveröffentlichung: 19. Januar 2018 mit Noriel                                               |
| 2018 | Mi mala (Remix) –                          | — | ES57 Gold · (10 Wo.)ES | Erstveröffentlichung: 9. Februar 2018 Mau y Ricky & Karol G feat. Becky G, Leslie Grace & Lali |

Weitere Singles
- 2015: Lloviendo estrellas
- 2016: Aire
- 2020: Color Esperanza 2020 (Various Artists, Benefizsingle, ES: Platin)

## Auszeichnungen
Hollywood Music in Media Award
- 2021: Nominierung als Bester Song – Onscreen Performance („Home All Summer“ in In the Heights)[8]